# Greville Wynne
Greville Maynard Wynne (* 19. März 1919 in Shropshire, England; † 28. Februar 1990 in South Kensington, London) war ein britischer Geschäftsmann und Geheimdienstmitarbeiter.

## Leben
Wynne studierte an der Nottingham University und schloss 1938 sein Studium ab. Während des Zweiten Weltkriegs arbeitet er für den Britischen Geheimdienst. Nach dem Krieg war er als Geschäftsmann tätig und verkaufte Elektroartikel. Wynne steuerte, als Geschäftsmann getarnt, westliche Spione in der Sowjetunion. Zu den von ihm geführten Spionen gehörte auch der sowjetische Oberst Oleg Penkowski. Im Jahr 1962 wurde Wynne enttarnt, von sowjetischer Seite in Budapest gekidnappt und nach Moskau verbracht. Dort wurde er 1963 zu einer achtjährigen Gefängnisstrafe verurteilt. Nach 17 Monaten in Haft wurde er jedoch 1964 gegen den sowjetischen Agenten Gordon Lonsdale ausgetauscht. Er war in einer körperlich und psychisch schlechten Verfassung und verbrachte 12 Tage im Krankenhaus, bevor er zu seiner Familie zurückkehrte.
Seinen Lebensabend verbrachte Wynne auf der spanischen Mittelmeerinsel Mallorca in Palma. Dort betätigte er sich als Autor. Er verfasste eine Autobiografie und mehrere Bücher, die sich mit dem Thema Spionage beschäftigen.

## Verfilmung
Im 2020 erschienenen Film Der Spion spielt Benedict Cumberbatch in der Hauptrolle die Geschichte von Greville Wynne. Am Ende des Spielfilms wird der echte Greville Wynne gezeigt aus einem öffentlichen Interview.